# نی سیاه
نی سیاه، روستایی از توابع بخش شادروان شهرستان شوشتر در استان خوزستان ایران است.

## جمعیت
این روستا در دهستان شعیبیه غربی قرار دارد و براساس سرشماری مرکز آمار ایران در سال ۱۳۸۵، جمعیت آن ۲۴۴ نفر (۴۱خانوار) بوده‌است.
این روستا قدمت چند صد ساله دارد و بختیاری‌ها در آنجا ساکن بودند که بیشتر از طوایف مش مرداسی و اسنکی بودند.تعدادی از خانوارهای بختیاری که رضاخان قصد فرستادن آن‌ها را به نوار مرزی را داشت در دهه بیست در آنجا سکنی گزیدند که بیشتر از طایفه منجزی بودند. نیسیاه در دهه 30 بیش از 250 خانوار داشت و با تأسیس کشت و صنعت کارون و خریدن زمین‌های کشاورزان نیسیاه توسط کشتو صنعت کارون، بیشتر مردم مجبور به مهاجرت به شهر و روستاهای مجاور شدند و طایفه اسنکی به روستای آبگرمک سفلی مهاجرت نمودند . نیسیاه بر اثر سییل‌های 51 و 59 خسارات زیادی دید. نی سیاه هماکنون بر جای قدیمی خود در کنار رود زیبای کارون قرار دارد. روستای نیسیاه از اولین روستاهایی بوده‌است که بیسوادی در آن ریشه کن شده‌است. با توجه به جمعیت آن یکی از باسوادترین روستاهای شوشتر است .